# Liste der Bodendenkmäler in Obernzell
Auf dieser Seite sind die Bodendenkmäler in dem niederbayerischen Markt Obernzell zusammengestellt. Diese Tabelle ist eine Teilliste der Liste der Bodendenkmäler in Bayern. Grundlage ist die Bayerische Denkmalliste, die auf Basis des Bayerischen Denkmalschutzgesetzes vom 1. Oktober 1973 erstmals erstellt wurde und seither durch das Bayerische Landesamt für Denkmalpflege geführt wird. Die folgenden Angaben ersetzen nicht die rechtsverbindliche Auskunft der Denkmalschutzbehörde.

## Bodendenkmäler in der Gemeinde Obernzell

### Bodendenkmäler in der Gemarkung Ederlsdorf
| Lage                  | Objekt | Akten-Nr.     | Bild |
| --------------------- | --- | ------------- | ---- |
| Ederlsdorf (Standort) | Verebnete Schanze des Mittelalters oder der frühen Neuzeit.                                                                                            | D-2-7447-0003 |      |
| Ederlsdorf (Standort) | Schanze des Mittelalters oder der frühen Neuzeit. | D-2-7447-0004 |      |
| Ederlsdorf (Standort) | Siedlung der späten Latènezeit und Bestattungsplatz des späten Mittelalters.                                                                           | D-2-7447-0005 |      |
| Ederlsdorf (Standort) | Siedlungen der Chamer Gruppe, der frühen Bronzezeit, der Hallstattzeit, der späten Latènezeit und des späten Mittelalters.                             | D-2-7447-0006 |      |
| Ederlsdorf (Standort) | Untertägige mittelalterliche und frühneuzeitliche Befunde und Funde im Bereich des ehemaligen Edelsitzes und der späteren Einöde Edlhof.               | D-2-7447-0034 |      |
| Ederlsdorf (Standort) | Untertägige frühneuzeitliche Befunde und Funde im Bereich der KatholischenWaldkapelle, darunter die Spuren von Vorgängerbauten bzw. älteren Bauphasen. | D-2-7447-0043 |      |

### Bodendenkmäler in der Gemarkung Obernzell
| Lage                 | Objekt | Akten-Nr.     | Bild |
| -------------------- | --- | ------------- | ---- |
| Obernzell (Standort) | Siedlungen der Bronzezeit und Latènezeit. | D-2-7447-0007 |      |
| Obernzell (Standort) | Untertägige mittelalterliche und frühneuzeitliche Siedlungsteile im Bereich der historischen Marktsiedlung von Obernzell. | D-2-7447-0008 |      |
| Obernzell (Standort) | Untertägige spätmittelalterliche und frühneuzeitliche Befunde und Funde im Bereich des ehemaligen fürstbischöflichen Schlosses Obernzell und seiner Vorgängerbauten sowie der barocke Gartenanlage.                                                                         | D-2-7447-0044 |      |
| Obernzell (Standort) | Untertägige spätmittelalterliche und frühneuzeitliche Befunde und Funde im Bereich der ehemalige Markt- und heutigen Katholischen Pfarrkirche St. Maria Himmelfahrt von Obernzell und ihrer Vorgängerbauten mit aufgelassenem Marktfriedhof und abgegangener Seelenkapelle. | D-2-7447-0045 |      |
| Obernzell (Standort) | Untertägige mittelalterliche und frühneuzeitliche Befunde und Funde im Bereich der ehemalige Pfarr- und heutigen Katholischen Friedhofskirche St. Margaretha von Obernzell und ihrer Vorgängerbauten mit frühneuzeitlichem Pfarrhof.                                        | D-2-7447-0046 |      |
| Obernzell (Standort) | Siedlung der späten Laténezeit. | D-2-7447-0055 |      |
| Obernzell (Standort) | Untertägige frühneuzeitliche Befunde und Funde im Bereich des ehemaligen Spitals von Obernzell. | D-2-7447-0056 |      |